# 国际税务
国际税务根据具体情形，既可以指根据多个不同国家的税法，向某一笔收入征税；亦可指根据某一国家税法征收涉外税。一国政府可能只对发生在本国领土的收入（域内收入）征税，也可能在此基础上对发生在本国领土外的收入（域外收入）也征税。不过，若要对域外收入征税，该国政府与纳税人之间的关系，必须使政府具有域外管辖权。纵观世界各国，对域外收入的征税，主要有三类制度：“属土主义”“居民主义”和“国籍主义”。属土主义国家不对域外收入征税。居民主义国家只对本国的税务居民的域外收入征税。国籍主义国家在居民主义的基础上，对具有本国国籍的纳税人，不论是否具有本国税务居民身份，其域外收入一律征税。也有些国家根据不同情况，分别适用以上三种制度。
对个人或企业（即“纳税人”）的收入所征收的税，称为“所得税”。各国的所得税制度一般不一致，所以域外收入可能会造成双重征税（一笔收入被两国征税）乃至多重征税。相应地，也有可能造成零征税（即没有任何一国向这笔收入征税）。税盾制度和外税抵免制度都有助于避免双重征税。但上述制度一般都附有条件，因而并非所有涉外收入都能适用相关制度，以获得税款减免。跨国公司大多聘请国际税务师进行税务规划，以实现合理避税。
跨国公司可能在世界各地设有多个公司，而由同一人实际控制。上述情况中的多个公司互为“关联方”。在居民主义国家，因为域外注册的企业不是本国税务居民，所以把利润从域内企业转移到域外的关联方企业，可以减少纳税额。这一“转移”一般是通过修改价格来进行的（比如域内企业高价进口域外商品、域内企业向域外支付高额的商标授权费等），所以这一策略被称为转移定价。许多国家的税务部门都制定了反制转移定价的税务规则（如强制核定纳税额）。关联方产生的另一问题是递延纳税，即将利润留在外域公司而不分红，母公司即可避免纳税。
目前，许多国家都联合一致，通过建立争端解决机制、畅通信息交换，来打击利用跨国公司、关联方等方式避税逃税的行为。美国作为为数不多的国籍主义国家，率先通过国内法（美国海外账户税收合规法，FATCA）来强化其对域外收入的征税。FACTA法案的理念影响了其他国家。世界各国基于同一标准、自动交换涉税居民信息的共同申报准则（CRS）在经济合作与发展组织（OECD）的努力下被推动。在2014年9月的G20峰会上，CRS的方案被正式提出。

## 简介
税制因政府而异，很难一概而论。所得税作为其中一种，可以根据会计概念下的净收入（即利润）、总收入、毛利润等不同数值进行征收。通常，税务机关对企业征税种类多，而对个人征税的种类少。对于企业等法人，一般会对所有收入征税；对于自然人，一般会对收入加以区分，如按收入来源分类，分别以不同的方式、税率征税或不征税。对于法人，许多税务机关会征两类税：一类对法人本身的收入征税，另一类对法人的权益者在获得收益时征税。此类税务部门往往要根据所在国（或其他国家）的企业税法来确定某一法人的权益人是否须就该法人的收入缴税。然而，企业税法并非唯一依据，美国的“U.S. rules characterizing entities independently of legal form”即一个例外。
为了简化税务管理及为了其他目的，某些税务机关可能采取“核定征税”制度。即征税的依据是税务部门核定的纳税人的收入，而非其申报数值（或实际数值）。这项制度的争议在于：如何确定核定值才是合理的。处理争议的方法因所在国家的不同而差异巨大，在国际舞台上就更为复杂。对于不想接受这套制度的纳税人来说，一个“彻彻底底”的解决方案是带上所有财产离开这个国家；而对于税务当局，其对抗税的纳税人最终的处理方法可能是判处监禁（对于个人）、扣押财产、强行解散（对于法人）等等。
不同的税收制度之间有许多差异。这些差异包括但不限于：评税方法的差异、对违规行为及其处罚的差异、对跨国税务处理方法的差异、征税机制和报税机制的差异。

## 域外收入征税制度

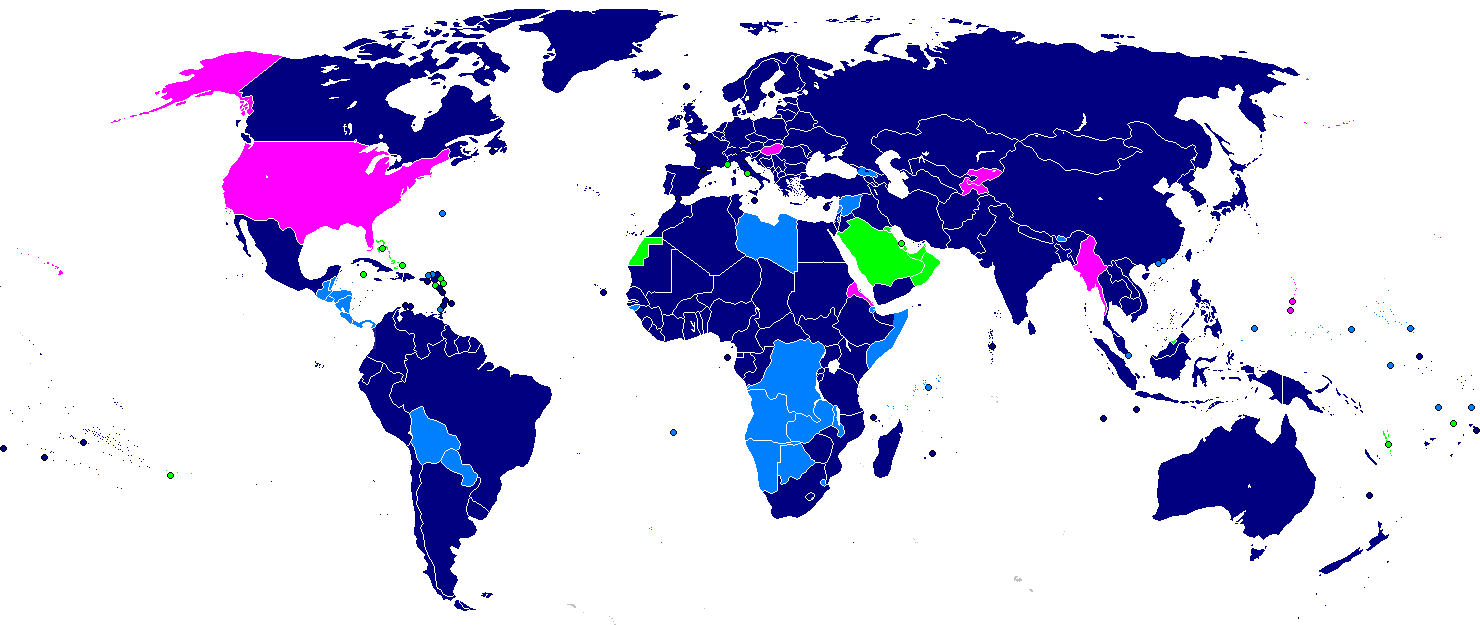
域外收入征税制度（个人所得税）
不征个税
属土主义
居民主义
国籍主义

纵观世界，对个人所得税的征税制度大多数为属土主义或居民主义。在属土主义中，只有源自境内的收入（即域内收入）需要被征税。在居民主义中，对于税务居民，来源自 境内外的收入都需要被征税；而对于非税务居民，只有域内收入需要被征税。另外，极少数国家（一个典型例子是美国）实行国籍主义，即在居民主义基础上，对具有本国国籍的纳税人的境内外收入都无条件征税，而不论其是否为本国税务居民。
在居民主义国家，对于已经被境外税务当局征过税的收入，在征税时通常可以减免已经向境外税务当局缴纳的税款数额。许多国家都相互签署了税务条约以避免双重征税。对于合伙企业，某些国家允许对于特定的域外收入，免予纳税或减免纳税，例如美国的海外收入豁免政策。

### 个人所得税
下表是世界各国对个人所得税政策的概要。国家（或地区）名称代表纳税人的国籍/税务居民身份。下表共含144个主权国家，40个主权国家属地和10个有限承认国家。
| 国家或地区                                | 域内收入税 | 域内收入税 | 域内收入税 | 域外收入税 | 域外收入税 | 域外收入税 | 备注                                                                  |
| 国家或地区                                | 非居民个人 | 本国居民   | 外国居民   | 本国居民   | 外国居民   | 本国非居民 | 备注                                                                  |
| ----------------------------------------- | ---------- | ---------- | ---------- | ---------- | ---------- | ---------- | --------------------------------------------------------------------- |
| 安地卡及巴布達                            | 否         | 否         | 否         | 否         | 否         | 否         | 不征收个人所得税                                                      |
| 巴哈马                                    | 否         | 否         | 否         | 否         | 否         | 否         | 不征收个人所得税                                                      |
| 巴林                                      | 否         | 否         | 否         | 否         | 否         | 否         | 不征收个人所得税                                                      |
| 百慕大                                    | 否         | 否         | 否         | 否         | 否         | 否         | 不征收个人所得税                                                      |
| 英屬維爾京群島                            | 否         | 否         | 否         | 否         | 否         | 否         | 不征收个人所得税                                                      |
|                                           | 否         | 否         | 否         | 否         | 否         | 否         | 不征收个人所得税                                                      |
| 开曼群岛                                  | 否         | 否         | 否         | 否         | 否         | 否         | 不征收个人所得税                                                      |
| 科威特                                    | 否         | 否         | 否         | 否         | 否         | 否         | 不征收个人所得税                                                      |
| 馬爾地夫                                  | 否         | 否         | 否         | 否         | 否         | 否         | 不征收个人所得税                                                      |
| 摩納哥                                    | 否         | 否         | 否         | 否         | 否         | 否         | 不征收个人所得税                                                      |
| 瑙鲁                                      | 否         | 否         | 否         | 否         | 否         | 否         | 不征收个人所得税                                                      |
| 阿曼                                      | 否         | 否         | 否         | 否         | 否         | 否         | 不征收个人所得税                                                      |
| 皮特凯恩群岛                              | 否         | 否         | 否         | 否         | 否         | 否         | 不征收个人所得税                                                      |
|                                           | 否         | 否         | 否         | 否         | 否         | 否         | 不征收个人所得税                                                      |
|                                           | 否         | 否         | 否         | 否         | 否         | 否         | 不征收个人所得税                                                      |
| 圣基茨和尼维斯                            | 否         | 否         | 否         | 否         | 否         | 否         | 不征收个人所得税                                                      |
|                                           | 否         | 否         | 否         | 否         | 否         | 否         | 不征收个人所得税                                                      |
|                                           | 否         | 否         | 否         | 否         | 否         | 否         | 不征收个人所得税                                                      |
| 阿联酋                                    | 否         | 否         | 否         | 否         | 否         | 否         | 不征收个人所得税                                                      |
|                                           | 否         | 否         | 否         | 否         | 否         | 否         | 不征收个人所得税                                                      |
| 梵蒂冈                                    | 否         | 否         | 否         | 否         | 否         | 否         | 不征收个人所得税                                                      |
|                                           | 否         | 否         | 否         | 否         | 否         | 否         | 不征收个人所得税                                                      |
| 西撒哈拉                                  | 否         | 否         | 否         | 否         | 否         | 否         | 不征收个人所得税                                                      |
| 安哥拉                                    | 是         | 是         | 是         | 否         | 否         | 否         | 属土主义                                                              |
|                                           | 是         | 是         | 是         | 否         | 否         | 否         | 属土主义                                                              |
|                                           | 是         | 是         | 是         | 否         | 否         | 否         | 属土主义                                                              |
| 不丹                                      | 是         | 是         | 是         | 否         | 否         | 否         | 属土主义                                                              |
| 玻利维亚                                  | 是         | 是         | 是         | 否         | 否         | 否         | 属土主义                                                              |
|                                           | 是         | 是         | 是         | 否         | 否         | 否         | 属土主义                                                              |
|                                           | 是         | 是         | 是         | 否         | 否         | 否         | 属土主义                                                              |
| 刚果民主共和国                            | 是         | 是         | 是         | 否         | 否         | 否         | 属土主义                                                              |
|                                           | 是         | 是         | 是         | 否         | 否         | 否         | 属土主义                                                              |
|                                           | 是         | 是         | 是         | 否         | 否         | 否         | 属土主义                                                              |
|                                           | 是         | 是         | 是         | 否         | 否         | 否         | 属土主义                                                              |
|                                           | 是         | 是         | 是         | 否         | 否         | 否         | 属土主义                                                              |
| 香港                                      | 是         | 是         | 是         | 否         | 否         | 否         | 属土主义                                                              |
| 黎巴嫩                                    | 是         | 是         | 是         | 否         | 否         | 否         | 属土主义                                                              |
| 澳門                                      | 是         | 是         | 是         | 否         | 否         | 否         | 属土主义                                                              |
| 马拉维                                    | 是         | 是         | 是         | 否         | 否         | 否         | 属土主义                                                              |
| 马来西亚                                  | 是         | 是         | 是         | 否         | 否         | 否         | 属土主义                                                              |
| 马绍尔群岛                                | 是         | 是         | 是         | 否         | 否         | 否         | 属土主义                                                              |
| 密克羅尼西亞聯邦                          | 是         | 是         | 是         | 否         | 否         | 否         | 属土主义                                                              |
| 纳米比亚                                  | 是         | 是         | 是         | 否         | 否         | 否         | 属土主义                                                              |
| 尼加拉瓜                                  | 是         | 是         | 是         | 否         | 否         | 否         | 属土主义                                                              |
| 帛琉                                      | 是         | 是         | 是         | 否         | 否         | 否         | 属土主义                                                              |
| 巴勒斯坦民族权力机构                      | 是         | 是         | 是         | 否         | 否         | 否         | 属土主义                                                              |
| 巴拿马                                    | 是         | 是         | 是         | 否         | 否         | 否         | 属土主义                                                              |
| 巴拉圭                                    | 是         | 是         | 是         | 否         | 否         | 否         | 属土主义                                                              |
| 圣赫勒拿、阿森松和特里斯坦-达库尼亚       | 是         | 是         | 是         | 否         | 否         | 否         | 属土主义                                                              |
| 塞舌尔                                    | 是         | 是         | 是         | 否         | 否         | 否         | 属土主义                                                              |
| 新加坡                                    | 是         | 是         | 是         | 否         | 否         | 否         | 属土主义                                                              |
| 索馬利蘭                                  | 是         | 是         | 是         | 否         | 否         | 否         | 属土主义                                                              |
| 叙利亚                                    | 是         | 是         | 是         | 否         | 否         | 否         | 属土主义                                                              |
| 托克勞                                    | 是         | 是         | 是         | 否         | 否         | 否         | 属土主义                                                              |
|                                           | 是         | 是         | 是         | 否         | 否         | 否         | 属土主义                                                              |
| 尚比亞                                    | 是         | 是         | 是         | 否         | 否         | 否         | 属土主义                                                              |
| 菲律賓                                    | 是         | 是         | 是         | 是         | 否         | 否         | 公民：居民主义； 外国人：属土主义                                     |
| 沙烏地阿拉伯                              | 是         | 是         | 是         | 是         | 否         | 否         | 公民：居民主义； 外国人：属土主义                                     |
|                                           | 是         | 否         | 是         | 否         | 是         | 否         | 非居民公民：属土主义 外国人：居民主义 居民公民：不收税                |
| 阿布哈茲                                  | 是         | 是         | 是         | 是         | 是         | 否         | 居民主义                                                              |
| 阿富汗                                    | 是         | 是         | 是         | 是         | 是         | 否         | 居民主义                                                              |
| 亞克羅提利與德凱利亞                      | 是         | 是         | 是         | 是         | 是         | 否         | 居民主义                                                              |
| 阿尔巴尼亚                                | 是         | 是         | 是         | 是         | 是         | 否         | 居民主义                                                              |
| 阿尔及利亚                                | 是         | 是         | 是         | 是         | 是         | 否         | 居民主义                                                              |
| 美属萨摩亚                                | 是         | 是         | 是         | 是         | 是         | 否         | 居民主义                                                              |
| 安道尔                                    | 是         | 是         | 是         | 是         | 是         | 否         | 居民主义                                                              |
| 阿根廷                                    | 是         | 是         | 是         | 是         | 是         | 否         | 居民主义                                                              |
| 亞美尼亞                                  | 是         | 是         | 是         | 是         | 是         | 否         | 居民主义                                                              |
| 阿鲁巴                                    | 是         | 是         | 是         | 是         | 是         | 否         | 居民主义                                                              |
| （含 圣诞岛 科科斯（基林）群島 诺福克岛） | 是         | 是         | 是         | 是         | 是         | 否         | 居民主义                                                              |
| 奥地利                                    | 是         | 是         | 是         | 是         | 是         | 否         | 居民主义                                                              |
|                                           | 是         | 是         | 是         | 是         | 是         | 否         | 居民主义                                                              |
|                                           | 是         | 是         | 是         | 是         | 是         | 否         | 居民主义                                                              |
|                                           | 是         | 是         | 是         | 是         | 是         | 否         | 居民主义                                                              |
| 白俄羅斯                                  | 是         | 是         | 是         | 是         | 是         | 否         | 居民主义                                                              |
| 比利时                                    | 是         | 是         | 是         | 是         | 是         | 否         | 居民主义                                                              |
|                                           | 是         | 是         | 是         | 是         | 是         | 否         | 居民主义                                                              |
|                                           | 是         | 是         | 是         | 是         | 是         | 否         | 居民主义                                                              |
| 巴西                                      | 是         | 是         | 是         | 是         | 是         | 否         | 居民主义                                                              |
| 保加利亚                                  | 是         | 是         | 是         | 是         | 是         | 否         | 居民主义                                                              |
| 布吉納法索                                | 是         | 是         | 是         | 是         | 是         | 否         | 居民主义                                                              |
|                                           | 是         | 是         | 是         | 是         | 是         | 否         | 居民主义                                                              |
| 柬埔寨                                    | 是         | 是         | 是         | 是         | 是         | 否         | 居民主义                                                              |
| 喀麦隆                                    | 是         | 是         | 是         | 是         | 是         | 否         | 居民主义                                                              |
| 加拿大                                    | 是         | 是         | 是         | 是         | 是         | 否         | 居民主义                                                              |
|                                           | 是         | 是         | 是         | 是         | 是         | 否         | 居民主义                                                              |
| 中非                                      | 是         | 是         | 是         | 是         | 是         | 否         | 居民主义                                                              |
|                                           | 是         | 是         | 是         | 是         | 是         | 否         | 居民主义                                                              |
| 智利                                      | 是         | 是         | 是         | 是         | 是         | 否         | 居民主义                                                              |
| 中國                                      | 是         | 是         | 是         | 是         | 是         | 否         | 居民主义                                                              |
| 哥伦比亚                                  | 是         | 是         | 是         | 是         | 是         | 否         | 居民主义                                                              |
|                                           | 是         | 是         | 是         | 是         | 是         | 否         | 居民主义                                                              |
| 刚果共和国                                | 是         | 是         | 是         | 是         | 是         | 否         | 居民主义                                                              |
| 庫克群島                                  | 是         | 是         | 是         | 是         | 是         | 否         | 居民主义                                                              |
|                                           | 是         | 是         | 是         | 是         | 是         | 否         | 居民主义                                                              |
| 古巴                                      | 是         | 是         | 是         | 是         | 是         | 否         | 居民主义                                                              |
|                                           | 是         | 是         | 是         | 是         | 是         | 否         | 居民主义                                                              |
| 賽普勒斯                                  | 是         | 是         | 是         | 是         | 是         | 否         | 居民主义                                                              |
| 捷克                                      | 是         | 是         | 是         | 是         | 是         | 否         | 居民主义                                                              |
| 丹麦                                      | 是         | 是         | 是         | 是         | 是         | 否         | 居民主义                                                              |
| 多米尼克                                  | 是         | 是         | 是         | 是         | 是         | 否         | 居民主义                                                              |
|                                           | 是         | 是         | 是         | 是         | 是         | 否         | 居民主义                                                              |
| 东帝汶                                    | 是         | 是         | 是         | 是         | 是         | 否         | 居民主义                                                              |
|                                           | 是         | 是         | 是         | 是         | 是         | 否         | 居民主义                                                              |
| 埃及                                      | 是         | 是         | 是         | 是         | 是         | 否         | 居民主义                                                              |
| 薩爾瓦多                                  | 是         | 是         | 是         | 是         | 是         | 否         | 居民主义                                                              |
| 赤道几内亚                                | 是         | 是         | 是         | 是         | 是         | 否         | 居民主义                                                              |
| 爱沙尼亚                                  | 是         | 是         | 是         | 是         | 是         | 否         | 居民主义                                                              |
| 衣索比亞                                  | 是         | 是         | 是         | 是         | 是         | 否         | 居民主义                                                              |
| 福克蘭群島                                | 是         | 是         | 是         | 是         | 是         | 否         | 居民主义                                                              |
| 法罗群岛                                  | 是         | 是         | 是         | 是         | 是         | 否         | 居民主义                                                              |
| 斐济                                      | 是         | 是         | 是         | 是         | 是         | 否         | 居民主义                                                              |
| 芬兰 （含 奥兰）                          | 是         | 是         | 是         | 是         | 是         | 否*        | 居民主义 * 原住民除外，临时性                                         |
| 法國 （含海外属地）                       | 是         | 是         | 是         | 是         | 是         | 否*        | 居民主义 * 摩纳哥除外                                                 |
| 法屬玻里尼西亞                            | 是         | 是         | 是         | 是         | 是         | 否         | 居民主义                                                              |
| 加彭                                      | 是         | 是         | 是         | 是         | 是         | 否         | 居民主义                                                              |
|                                           | 是         | 是         | 是         | 是         | 是         | 否         | 居民主义                                                              |
| 德国                                      | 是         | 是         | 是         | 是         | 是         | 否         | 居民主义                                                              |
|                                           | 是         | 是         | 是         | 是         | 是         | 否         | 居民主义 （境外收入转移至境内才收税）                                 |
| 直布罗陀                                  | 是         | 是         | 是         | 是         | 是         | 否         | 居民主义                                                              |
| 希腊                                      | 是         | 是         | 是         | 是         | 是         | 否         | 居民主义                                                              |
| 格陵兰                                    | 是         | 是         | 是         | 是         | 是         | 否         | 居民主义                                                              |
| 格瑞那達                                  | 是         | 是         | 是         | 是         | 是         | 否         | 居民主义                                                              |
| 根西                                      | 是         | 是         | 是         | 是         | 是         | 否         | 居民主义                                                              |
| 几内亚                                    | 是         | 是         | 是         | 是         | 是         | 否         | 居民主义                                                              |
|                                           | 是         | 是         | 是         | 是         | 是         | 否         | 居民主义                                                              |
| 海地                                      | 是         | 是         | 是         | 是         | 是         | 否         | 居民主义                                                              |
|                                           | 是         | 是         | 是         | 是         | 是         | 否         | 居民主义                                                              |
| 匈牙利                                    | 是         | 是         | 是         | 是         | 是         | 否*        | 居民主义 * 多国籍或有税务条约                                         |
| 冰島                                      | 是         | 是         | 是         | 是         | 是         | 否         | 居民主义                                                              |
| 印度                                      | 是         | 是         | 是         | 是         | 是         | 否         | 居民主义                                                              |
| 印度尼西亞                                | 是         | 是         | 是         | 是         | 是         | 否         | 居民主义                                                              |
| 伊朗                                      | 是         | 是         | 是         | 是         | 是         | 否         | 居民主义                                                              |
| 伊拉克                                    | 是         | 是         | 是         | 是         | 是         | 否         | 居民主义                                                              |
| 愛爾蘭                                    | 是         | 是         | 是         | 是         | 是         | 否         | 居民主义                                                              |
| 马恩岛                                    | 是         | 是         | 是         | 是         | 是         | 否         | 居民主义                                                              |
| 以色列                                    | 是         | 是         | 是         | 是         | 是         | 否         | 居民主义                                                              |
| 義大利                                    | 是         | 是         | 是         | 是         | 是         | 否*        | 居民主义 * 指定国家除外（避税天堂）                                   |
|                                           | 是         | 是         | 是         | 是         | 是         | 否         | 居民主义                                                              |
| 牙买加                                    | 是         | 是         | 是         | 是         | 是         | 否         | 居民主义                                                              |
| 日本                                      | 是         | 是         | 是         | 是         | 是         | 否         | 居民主义                                                              |
| 澤西                                      | 是         | 是         | 是         | 是         | 是         | 否         | 居民主义                                                              |
| 约旦                                      | 是         | 是         | 是         | 是         | 是         | 否         | 居民主义                                                              |
|                                           | 是         | 是         | 是         | 是         | 是         | 否         | 居民主义                                                              |
|                                           | 是         | 是         | 是         | 是         | 是         | 否         | 居民主义                                                              |
| 基里巴斯                                  | 是         | 是         | 是         | 是         | 是         | 否         | 居民主义                                                              |
| 科索沃                                    | 是         | 是         | 是         | 是         | 是         | 否         | 居民主义                                                              |
|                                           | 是         | 是         | 是         | 是         | 是         | 否         | 居民主义                                                              |
|                                           | 是         | 是         | 是         | 是         | 是         | 否         | 居民主义                                                              |
| 拉脫維亞                                  | 是         | 是         | 是         | 是         | 是         | 否         | 居民主义                                                              |
| 賴索托                                    | 是         | 是         | 是         | 是         | 是         | 否         | 居民主义                                                              |
| 利比里亚                                  | 是         | 是         | 是         | 是         | 是         | 否         | 居民主义                                                              |
| 利比亞                                    | 是         | 是         | 是         | 是         | 是         | 否         | 居民主义                                                              |
| 列支敦斯登                                | 是         | 是         | 是         | 是         | 是         | 否         | 居民主义                                                              |
| 立陶宛                                    | 是         | 是         | 是         | 是         | 是         | 否         | 居民主义                                                              |
| 盧森堡                                    | 是         | 是         | 是         | 是         | 是         | 否         | 居民主义                                                              |
| 北馬其頓                                  | 是         | 是         | 是         | 是         | 是         | 否         | 居民主义                                                              |
| 马达加斯加                                | 是         | 是         | 是         | 是         | 是         | 否         | 居民主义                                                              |
|                                           | 是         | 是         | 是         | 是         | 是         | 否         | 居民主义                                                              |
| 馬爾他                                    | 是         | 是         | 是         | 是         | 是         | 否         | 居民主义                                                              |
| 毛里塔尼亚                                | 是         | 是         | 是         | 是         | 是         | 否         | 居民主义                                                              |
| 模里西斯                                  | 是         | 是         | 是         | 是         | 是         | 否         | 居民主义                                                              |
| 墨西哥                                    | 是         | 是         | 是         | 是         | 是         | 否*        | 居民主义 * 指定国家除外（避税天堂），临时性                           |
| 摩尔多瓦                                  | 是         | 是         | 是         | 是         | 是         | 否         | 居民主义                                                              |
| 蒙古国                                    | 是         | 是         | 是         | 是         | 是         | 否         | 居民主义                                                              |
| 蒙特內哥羅                                | 是         | 是         | 是         | 是         | 是         | 否         | 居民主义                                                              |
|                                           | 是         | 是         | 是         | 是         | 是         | 否         | 居民主义                                                              |
| 摩洛哥                                    | 是         | 是         | 是         | 是         | 是         | 否         | 居民主义                                                              |
| 莫桑比克                                  | 是         | 是         | 是         | 是         | 是         | 否         | 居民主义                                                              |
| 緬甸                                      | 是         | 是         | 是         | 是         | 是         | 否*        | 居民主义 * 工资不征税，其他收入依法应征税（但实际不执行）             |
| 阿尔察赫共和国                            | 是         | 是         | 是         | 是         | 是         | 否         | 居民主义                                                              |
| 尼泊尔                                    | 是         | 是         | 是         | 是         | 是         | 否         | 居民主义                                                              |
| 荷蘭 （含加勒比属地）                     | 是         | 是         | 是         | 是         | 是         | 否         | 居民主义                                                              |
| 新喀里多尼亞                              | 是         | 是         | 是         | 是         | 是         | 否         | 居民主义                                                              |
| 新西兰                                    | 是         | 是         | 是         | 是         | 是         | 否         | 居民主义                                                              |
| 尼日尔                                    | 是         | 是         | 是         | 是         | 是         | 否         | 居民主义                                                              |
| 奈及利亞                                  | 是         | 是         | 是         | 是         | 是         | 否         | 居民主义                                                              |
| 纽埃                                      | 是         | 是         | 是         | 是         | 是         | 否         | 居民主义                                                              |
| 北賽普勒斯                                | 是         | 是         | 是         | 是         | 是         | 否         | 居民主义                                                              |
| 挪威                                      | 是         | 是         | 是         | 是         | 是         | 否         | 居民主义                                                              |
| 巴基斯坦                                  | 是         | 是         | 是         | 是         | 是         | 否         | 居民主义                                                              |
|                                           | 是         | 是         | 是         | 是         | 是         | 否         | 居民主义                                                              |
| 秘魯                                      | 是         | 是         | 是         | 是         | 是         | 否         | 居民主义                                                              |
| 波蘭                                      | 是         | 是         | 是         | 是         | 是         | 否         | 居民主义                                                              |
| 葡萄牙                                    | 是         | 是         | 是         | 是         | 是         | 否         | 居民主义                                                              |
| 波多黎各                                  | 是         | 是         | 是         | 是         | 是         | 否         | 居民主义                                                              |
| 羅馬尼亞                                  | 是         | 是         | 是         | 是         | 是         | 否         | 居民主义                                                              |
| 俄羅斯                                    | 是         | 是         | 是         | 是         | 是         | 否         | 居民主义                                                              |
| 卢旺达                                    | 是         | 是         | 是         | 是         | 是         | 否         | 居民主义                                                              |
| 圣卢西亚                                  | 是         | 是         | 是         | 是         | 是         | 否         | 居民主义                                                              |
| 法属圣马丁                                | 是         | 是         | 是         | 是         | 是         | 否         | 居民主义                                                              |
|                                           | 是         | 是         | 是         | 是         | 是         | 否         | 居民主义                                                              |
|                                           | 是         | 是         | 是         | 是         | 是         | 否         | 居民主义                                                              |
| 萨摩亚                                    | 是         | 是         | 是         | 是         | 是         | 否         | 居民主义                                                              |
| 圣马力诺                                  | 是         | 是         | 是         | 是         | 是         | 否         | 居民主义                                                              |
| 聖多美和普林西比                          | 是         | 是         | 是         | 是         | 是         | 否         | 居民主义                                                              |
| 塞内加尔                                  | 是         | 是         | 是         | 是         | 是         | 否         | 居民主义                                                              |
| 塞爾維亞                                  | 是         | 是         | 是         | 是         | 是         | 否         | 居民主义                                                              |
|                                           | 是         | 是         | 是         | 是         | 是         | 否         | 居民主义                                                              |
| 荷屬聖馬丁                                | 是         | 是         | 是         | 是         | 是         | 否         | 居民主义                                                              |
| 斯洛伐克                                  | 是         | 是         | 是         | 是         | 是         | 否         | 居民主义                                                              |
| 斯洛維尼亞                                | 是         | 是         | 是         | 是         | 是         | 否         | 居民主义                                                              |
| 所罗门群岛                                | 是         | 是         | 是         | 是         | 是         | 否         | 居民主义                                                              |
| 南非                                      | 是         | 是         | 是         | 是         | 是         | 否         | 居民主义                                                              |
|                                           | 是         | 是         | 是         | 是         | 是         | 否         | 居民主义                                                              |
| 南奥塞梯                                  | 是         | 是         | 是         | 是         | 是         | 否         | 居民主义                                                              |
| 南蘇丹                                    | 是         | 是         | 是         | 是         | 是         | 否         | 居民主义                                                              |
| 西班牙                                    | 是         | 是         | 是         | 是         | 是         | 否*        | 居民主义 * 指定国家除外（避税天堂），临时性                           |
| 斯里蘭卡                                  | 是         | 是         | 是         | 是         | 是         | 否         | 居民主义                                                              |
| 苏丹                                      | 是         | 是         | 是         | 是         | 是         | 否         | 居民主义                                                              |
| 苏里南                                    | 是         | 是         | 是         | 是         | 是         | 否         | 居民主义                                                              |
| 斯瓦尔巴                                  | 是         | 是         | 是         | 是         | 是         | 否         | 居民主义                                                              |
|                                           | 是         | 是         | 是         | 是         | 是         | 否         | 居民主义                                                              |
| 瑞典                                      | 是         | 是         | 是         | 是         | 是         | 否*        | 居民主义 * 原住民除外，临时性                                         |
| 瑞士                                      | 是         | 是         | 是         | 是         | 是         | 否         | 居民主义                                                              |
| 台澎金马个别关税领域                      | 是         | 是         | 是         | 是         | 是         | 否         | 属土主义                                                              |
|                                           | 是         | 是         | 是         | 是         | 是         | 否         | 居民主义                                                              |
| 坦桑尼亚                                  | 是         | 是         | 是         | 是         | 是         | 否         | 居民主义                                                              |
| 泰國                                      | 是         | 是         | 是         | 是         | 是         | 否         | 居民主义                                                              |
| 多哥                                      | 是         | 是         | 是         | 是         | 是         | 否         | 居民主义                                                              |
|                                           | 是         | 是         | 是         | 是         | 是         | 否         | 居民主义                                                              |
| 德涅斯特河沿岸                            | 是         | 是         | 是         | 是         | 是         | 否         | 居民主义                                                              |
| 千里達及托巴哥                            | 是         | 是         | 是         | 是         | 是         | 否         | 居民主义                                                              |
| 突尼西亞                                  | 是         | 是         | 是         | 是         | 是         | 否         | 居民主义                                                              |
| 土耳其                                    | 是         | 是         | 是         | 是         | 是         | 否*        | 居民主义 * 土耳其政府或企业雇员收入，未被其他国家征税的，除外         |
|                                           | 是         | 是         | 是         | 是         | 是         | 否         | 居民主义                                                              |
| 乌干达                                    | 是         | 是         | 是         | 是         | 是         | 否         | 居民主义                                                              |
| 乌克兰                                    | 是         | 是         | 是         | 是         | 是         | 否         | 居民主义                                                              |
| 英国                                      | 是         | 是         | 是         | 是         | 是         | 否         | 居民主义                                                              |
| 美屬維爾京群島                            | 是         | 是         | 是         | 是         | 是         | 否         | 居民主义                                                              |
| 乌拉圭                                    | 是         | 是         | 是         | 是         | 是         | 否         | 居民主义                                                              |
|                                           | 是         | 是         | 是         | 是         | 是         | 否         | 居民主义                                                              |
| 委內瑞拉                                  | 是         | 是         | 是         | 是         | 是         | 否         | 居民主义                                                              |
| 越南                                      | 是         | 是         | 是         | 是         | 是         | 否         | 居民主义                                                              |
| 葉門                                      | 是         | 是         | 是         | 是         | 是         | 否         | 居民主义                                                              |
| 辛巴威                                    | 是         | 是         | 是         | 是         | 是         | 否         | 居民主义                                                              |
|                                           | 是         | 是         | 是         | 否         | 否         | 是         | 属土主义、国籍主义。 本国非税务居民域外收入，按单一比率优惠税率征税。 |
| 美国 （含 關島 ）                         | 是         | 是         | 是         | 是         | 是         | 是         | 属土主义、国籍主义。所有公民比照税务居民，全球征税。                  |

## 腳註
1. ↑  New residents of Saint Barthelemy are considered residents of France for tax purposes, for the first five years after moving there.[10] After this period, they become residents of Saint Barthelemy for tax purposes.[11]
2. ↑  Saudi Arabia taxes nonresidents, as well as residents who are not citizens of the countries in the Gulf Cooperation Council (Bahrain, Kuwait, Oman, Qatar, Saudi Arabia and the United Arab Emirates), only on their local income. Residents of Saudi Arabia who are citizens of these countries do not pay income tax, but pay mandatory zakat instead, calculated on their worldwide assets.
3. ↑  Puerto Rico does not tax foreign income of nonresident citizens. However, Puerto Rican citizens are also United States citizens, and the United States taxes their worldwide income regardless of where they live.
4. ↑  Residents of France who move to Saint Martin are not considered residents of Saint Martin for tax purposes, and continue to be taxed as residents of France, for the first five years after moving there.[10] After this period, they become residents of Saint Martin for tax purposes.[84]
5. ↑  美属维尔京群岛不对非税务居民域外收入征税。然而，该岛居民为美国公民，故美国政府将对其全球收入征税，不管其居住地为何。
6. ↑  Guam and the Northern Mariana Islands use the same income tax code as the United States, but each territory administers it separately. In the case of nonresident citizens, individuals who acquired United States citizenship by a connection to Guam or the Northern Mariana Islands are taxed by the respective territory, instead of by the United States.[41]